# Michael Riley
Michael Anthony Riley, ismertebb nevén Mike Riley (Rotherham, 1964. december 17.–) angol nemzetközi labdarúgó-játékvezető. Jelenleg Leedsben lakik. Polgári foglalkozása gazdasági igazgató.

## Pályafutása

### Nemzeti játékvezetés
Játékvezetésből 1980-ban, 16 évesen sikeres vizsgázott. Ellenőreinek, sportvezetőinek javaslatára 1994-1996 között nemzeti játékvezető, majd 1996-ban, angol mércével mérve is nagyon fiatalon, 32 évesen bemutatkozhatott a Premier Leagueben. Az aktív nemzeti játékvezetéstől 2009-ben vonult vissza. Első ligás mérkőzéseinek száma: 285.

#### Nemzeti kupamérkőzések
Vezetett Kupa-döntők száma: 3.

##### FA Charity Shield
| Időpont             | Helyszín                | Mérkőzés típusa | Mérkőzés                        | Eredmény | Nézők száma |
| ------------------- | ----------------------- | --------------- | ------------------------------- | -------- | ----------- |
| 2000. augusztus 13. | Wembley Stadion, London | döntő           | Manchester United FC–Chelsea FC | 0 – 2    | 65 148      |

##### Fa-kupa
A FA-kupa-döntőt később karrierje fénypontjának tekintette.
| Időpont        | Helyszín                    | Mérkőzés típusa | Mérkőzés              | Eredmény | Nézők száma |
| -------------- | --------------------------- | --------------- | --------------------- | -------- | ----------- |
| 2002. május 4. | Millennium Stadion, Cardiff | döntő           | Arsenal FC–Chelsea FC | 2 – 0    | 73 963      |

##### Liga Kupa
| Időpont           | Helyszín                    | Mérkőzés típusa | Mérkőzés                             | Eredmény | Nézők száma |
| ----------------- | --------------------------- | --------------- | ------------------------------------ | -------- | ----------- |
| 2004. február 29. | Millennium Stadion, Cardiff | döntő           | Bolton Wanderers FC–Middlesbrough FC | 1 – 2    | 72 634      |

- Mike Riley pályafutásának statisztikái a soccerbase.com-on

| Előző Graham Barber | FA Charity Shield 2000                     | Következő Andy D'Urso   |
| Előző Steve Dunn    | az FA-kupa-döntő játékvezetője 2002        | Következő Graham Barber |
| Előző Paul Durkin   | az Angol Ligakupa-döntő játékvezetője 2004 | Következő Steve Bennett |

#### Nemzetközi játékvezetés
Az Angol labdarúgó-szövetség Játékvezető Bizottsága (JB) terjesztette fel nemzetközi játékvezetőnek, a Nemzetközi Labdarúgó-szövetség (FIFA) 1999-től tartotta nyilván bírói keretében. Több nemzetek közötti válogatott és klubmérkőzést vezetett. FIFA JB besorolás szerint első kategóriás bíró. Az angol nemzetközi játékvezetők rangsorában, a világbajnokság-Európa-bajnokság sorrendjében a 3. helyet foglalja el 18 találkozó szolgálatával. Európai-kupamérkőzések irányítójaként az örök ranglistán a 86. helyet foglalja el 33 találkozó vezetésével. Az aktív nemzetközi játékvezetéstől 2009-ben a FIFA 45 éves korhatárát elérve búcsúzott. Válogatott mérkőzéseinek száma: 28.

#### Világbajnokság
A világbajnoki döntőhöz vezető úton Dél-Koreába és Japánba a XVII., a 2002-es labdarúgó-világbajnokságra, Németországba a XVIII., a 2006-os labdarúgó-világbajnokságra illetve Dél-Afrikába a XIX., a 2010-es labdarúgó-világbajnokságra a FIFA JB bíróként alkalmazta.

##### 2002-es labdarúgó-világbajnokság

###### Selejtező mérkőzés
| Időpont           | Helyszín                         | Mérkőzés típusa           | Mérkőzés            | Eredmény |
| ----------------- | -------------------------------- | ------------------------- | ------------------- | -------- |
| 2001. március 24. | Balgarska Armia Stadion, Szófia  | előselejtező (3. csoport) | Bulgária–Izland     | 2 – 1    |
| 2001. október 7.  | Philip II Arena Stadion, Szkopje | előselejtező (4. csoport) | Macedónia–Szlovákia | 0 – 5    |

##### 2006-os labdarúgó-világbajnokság

###### Selejtező mérkőzés
A horvát-magyar mérkőzésen Huszti Szabolcsot egy meggondolatlan, felelőtlen könyöklésért kiállított. A magyar sportsajtó a kiállítás felelőtlensége, a gyenge játékigazolásaként a játékvezetőt tette felelőssé. 
| Időpont             | Helyszín                         | Mérkőzés típusa           | Mérkőzés                  | Eredmény | Nézők száma |
| ------------------- | -------------------------------- | ------------------------- | ------------------------- | -------- | ----------- |
| 2004. szeptember 4. | Maksimir Stadion, Zágráb         | előselejtező (8. csoport) | Horvátország–Magyarország | 3 – 0    | 20 853      |
| 2005. június 8.     | A. Le Coq Arena Stadion, Tallinn | előselejtező (3. csoport) | Észtország–Portugália     | 0 – 1    | 10 280      |
| 2005. október 12.   | LFF Stadion, Vilnius             | előselejtező (7. csoport) | Litvánia–Belgium          | 1 – 1    | 1500        |

##### 2010-es labdarúgó-világbajnokság

###### Selejtező mérkőzés
| Időpont           | Helyszín                        | Mérkőzés típusa           | Mérkőzés                  | Eredmény | Nézők száma |
| ----------------- | ------------------------------- | ------------------------- | ------------------------- | -------- | ----------- |
| 2008. október 15. | Ernst Happel Stadion, Bécs      | előselejtező (7. csoport) | Ausztria–Szerbia          | 1 – 3    | 47 998      |
| 2009. április 1.  | Ali Sami Yen Stadion, Isztambul | előselejtező (5. csoport) | Törökország–Spanyolország | 1 – 2    | 19 617      |
| 2009. június 6.   | Råsunda Stadion, Solna          | előselejtező (1. csoport) | Svédország–Dánia          | 0 – 1    | 33 619      |

#### Európa-bajnokság

##### U18-as labdarúgó-Európa-bajnokság
Németország rendezte a 2000-es U18-as labdarúgó-Európa-bajnokságot, ahol az 
UEFA/FIFA JB bemutatta a nemzetközi résztvevőknek. A tornának az egyik legjobb játékvezetője lett.
---
Az európai labdarúgó torna döntőjéhez vezető úton Portugáliába a XII., a 2004-es labdarúgó-Európa-bajnokságra valamint Ausztriába és Svájcba a XIII., a 2008-as labdarúgó-Európa-bajnokságra az UEFA JB játékvezetőként foglalkoztatta.

##### 2004-es labdarúgó-Európa-bajnokság
Előrehaladását átmenetileg visszafogta Graham Poll és Graham Barber nemzetközi tevékenysége. A 2004-es labdarúgó-Európa-bajnokságon már első számú angol bíróként tevékenykedett.

###### Selejtező mérkőzés
| Időpont              | Helyszín                  | Mérkőzés típusa           | Mérkőzés                 | Eredmény | Nézők száma |
| -------------------- | ------------------------- | ------------------------- | ------------------------ | -------- | ----------- |
| 2002. október 16.    | A. Le Coq Arena, Tallinn  | előselejtező (8. csoport) | Észtország–Belgium       | 0 – 1    | 4000        |
| 2003. március 29.    | Olimpiai Stadion, Kijev   | előselejtező (6. csoport) | Ukrajna–Spanyolország    | 2 – 2    | 82 000      |
| 2003. szeptember 10. | Silesian Stadion, Chorzów | előselejtező (4. csoport) | Lengyelország–Svédország | 0 – 2    | 20 000      |

###### Európa-bajnoki mérkőzés
| Időpont          | Helyszín                         | Mérkőzés típusa              | Mérkőzés               | Eredmény | Nézők száma |
| ---------------- | -------------------------------- | ---------------------------- | ---------------------- | -------- | ----------- |
| 2004. június 14. | Estádio José Alvalade, Lisszabon | csoportmérkőzés (C. csoport) | Svédország–Bulgária    | 5 – 0    | 31 652      |
| 2004. június 19. | Bessa Século XXI Stadion, Porto  | csoportmérkőzés (D. csoport) | Lettország–Németország | 0 – 0    | 22 344      |

##### 2008-as labdarúgó-Európa-bajnokság

###### Selejtező mérkőzés
| Időpont              | Helyszín                             | Mérkőzés típusa           | Mérkőzés                        | Eredmény | Nézők száma |
| -------------------- | ------------------------------------ | ------------------------- | ------------------------------- | -------- | ----------- |
| 2006. október 11.    | Borisz Paicsadze Stadion, Tbiliszi   | előselejtező (B. csoport) | Grúzia–Olaszország              | 1 – 3    | 50 000      |
| 2007. március 24.    | Ullevaal Stadion, Oslo               | előselejtező (C. csoport) | Norvégia–Bosznia és Hercegovina | 1 – 2    | 16 987      |
| 2007. június 6.      | Olimpiai Stadion, Helsinki           | előselejtező (A. csoport) | Finnország–Belgium              | 2 – 0    | 34 818      |
| 2007. szeptember 12. | Qemal Stafa Stadion, Tirana          | előselejtező (G. csoport) | Albánia–Hollandia               | 0 – 1    | 19 600      |
| 2007. november 1.    | Dr. Magalhães Pessoa Stadion, Leiria | előselejtező (A. csoport) | Portugália–Örményország         | 1 – 0    | 23 000      |

#### Nemzetközi kupamérkőzések
Vezetett Kupa-döntők száma: 1.

##### Hongkong Kupa
| Időpont         | Helyszín                   | Mérkőzés típusa | Mérkőzés                       | Eredmény | Nézők száma |
| --------------- | -------------------------- | --------------- | ------------------------------ | -------- | ----------- |
| 2007. május 19. | Központi Stadion, Hongkong | döntő           | South China AA–Happy Valley AA | 3 – 1    | 6427        |

## Szakmai sikerek
Az IFFHS (International Federation of Football History & Statistics) 1987-2011 évadokról tartott nemzetközi szavazásán 151, játékvezető besorolásával minden idők 90, legjobb bírójának rangsorolta, holtversenyben  Karl-Josef Assenmacher, Helmut Kohl, Carlos Simon társaságában.

## Magyar kapcsolat
2004-ben egy világbajnoki selejtezőt, a Horvátország–Magyarország (3:0) mérkőzést vezette, ahol Huszti Szabolcsot egy meggondolatlan, felelőtlen könyöklésért kiállította.

## Statisztika
| Szezon    | Mérkőzések | Összes | mérkőzésenként | Összes | mérkőzésenként |
| --------- | ---------- | ------ | -------------- | ------ | -------------- |
| 1997–1998 | 28         | 87     | 3.11           | 3      | 0.11           |
| 1998–1999 | 23         | 81     | 3.52           | 7      | 0.30           |
| 1999–2000 | 28         | 93     | 3.32           | 9      | 0.32           |
| 2000–2001 | 36         | 141    | 3.92           | 9      | 0.25           |
| 2001–2002 | 31         | 117    | 3.77           | 19     | 0.61           |
| 2002–2003 | 33         | 105    | 3.18           | 7      | 0.21           |
| 2003–2004 | 38         | 130    | 3.42           | 6      | 0.16           |
| 2004–2005 | 39         | 117    | 3.00           | 11     | 0.28           |
| 2005–2006 | 42         | 147    | 3.50           | 13     | 0.31           |
| 2006–2007 | 43         | 145    | 3.37           | 13     | 0.30           |
| 2007–2008 | 37         | 124    | 3.35           | 6      | 0.16           |